# Marco Darmon
Marco Darmon (* 26. Januar 1930; † 8. August 2017) war ein französischer Jurist. Er war Generalanwalt am Europäischen Gerichtshof.
Darmon war zunächst Beamter im Justizministerium Frankreichs und Lehrbeauftragter an der Universität Paris I Panthéon-Sorbonne. Als Beamter stieg er bis zum stellvertretenden Direktor im Kabinett des Justizministers auf. Er wurde Präsident einer Kammer des Cour d’appel Paris und dann Direktor im französischen Justizministerium.
Am 13. Februar 1984 trat er beim Gerichtshof der Europäischen Gemeinschaften seinen Dienst als Generalanwalt an. Dieses Amt hatte er bis zum 6. Oktober 1994 inne.
Darmon starb am 8. August 2017.